# دل مونته فودز
دل مونته فودز (انگلیسی: Del Monte Foods) یک شرکت صنایع غذایی در ایالات متحده آمریکا است. این شرکت در سال ۱۸۸۶ تاسیس شد.